# Флаг Бавлинского района
Флаг Бавли́нского района — официальный символ Бавлинского муниципального района Республики Татарстан Российской Федерации, учреждён 2 марта 2007 года.

## Описание
«Флаг Бавлинского района представляет собой прямоугольное полотнище с соотношением ширины к длине 2:3, состоящее из двух равных горизонтальных полос зелёной и красной, несущее в середине фигуры из герба района выполненные белыми, чёрными, жёлтыми, зелёными и голубыми цветами».

## Обоснование символики
Флаг разработан на основе герба района и языком символов и аллегорий отражает природные, экономические и исторические особенности Бавлинского района.
Серебряное фигурное стропило изображает кокошник женского русского наряда и символизирует славянские народы, проживающие в районе. Кокошник вместе с цветком тюльпана (элемента татарского орнамента) символизируют единство Татарстана и России.
Росток растения внутри тюльпана символизирует жизнь, а знак бесконечности — повторение временных циклов: суток, недель, времён года и т. д.
Колосья пшеницы и фонтан нефти — символы богатств района, а горы и восходящее над ними солнце отражают гористый рельеф местности расположенной в юго-восточной части Республики Татарстан.
Зелёный цвет символизирует весну, здоровье, природу, надежду.
Красный цвет — символ мужества, силы и красоты, праздника.
Белый цвет (серебро) — символ ясности, открытости, примирения, невинности.
Чёрный цвет символизирует благоразумие, мудрость, скромность, честность.
Жёлтый цвет (золото) — символ урожая, богатства, стабильности, уважения и интеллекта.
Голубой цвет — символ возвышенных устремлений, чести, славы, преданности, бессмертия.